# Мавлютовский сельсовет
Мавлютовский сельсовет — муниципальное образование в Мишкинском районе Башкортостана.
Административный центр — село Татарбаево.

## История
Согласно Закону о границах, статусе и административных центрах муниципальных образований в Республике Башкортостан имеет статус сельского поселения.

## Население
| 2002 | 2009 | 2010 | 2012 | 2013 | 2014 | 2015 |
| ---- | ---- | ---- | ---- | ---- | ---- | ---- |
| 1078 | ↘859 | ↘795 | ↘750 | ↘734 | ↘708 | ↘679 |
| 2016 | 2017 | 2018 |      |      |      |      |
| ↘672 | ↘656 | ↘616 |      |      |      |      |

## Состав сельского поселения
| № | Населённый пункт | Тип населённого пункта       | Население |
| - | ---------------- | ---------------------------- | --------- |
| 1 | Татарбаево       | село, административный центр | ↘445      |
| 2 | Терекеево        | деревня                      | ↘130      |
| 3 | Новокарачево     | деревня                      | ↘114      |
| 4 | Староатнагулово  | деревня                      | ↗83       |
| 5 | Мавлютово        | деревня                      | ↗23       |